# Gymnopapuaia laterohirta
Gymnopapuaia laterohirta är en tvåvingeart som beskrevs av John Richard Vockeroth 1972. Gymnopapuaia laterohirta ingår i släktet Gymnopapuaia och familjen husflugor. Inga underarter finns listade i Catalogue of Life.